# Akakomugi (grano)
Il grano Akakomugi (giapponese: 赤小麦) (Triticum aestivum L.) è una varietà autoctona giapponese di grano tenero semi-nano del XIX secolo, questa varietà ha fornito i geni nanizzanti trasferiti per la prima volta su varietà europee all'inizio del XX secolo.

## Storia

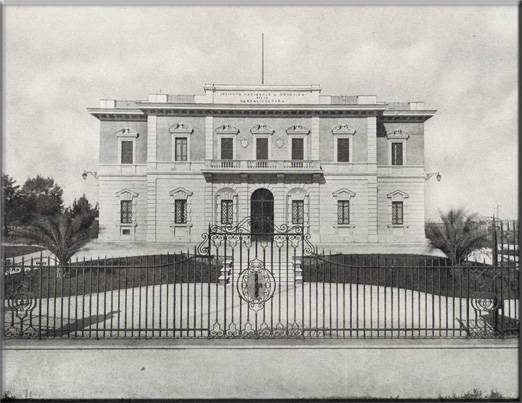
L'Istituto Nazionale di Genetica per la Cerealicoltura di Rieti

Nell'Esposizione Internazionale di Londra del 1862 furono conosciuti per la prima volta i grani nani. Grani poi conservati nel Campo sperimentale della reale accademia dell'agricoltura svedese; da queste cultivar si è poi diffuso il carattere nano nei grani mondiali.
Il genetista agronomo Nazareno Strampelli nel 1913 per primo utilizzò il grano rosso giapponese Akakomugi, una vecchia varietà non molto attraente e pochissimo produttiva, per sfruttarne le peculiari caratteristiche della bassa statura e della precocità. Questo grano era stato importato da un vivaista italiano, il Dott. Ingegnoli, dopo un viaggio in Giappone, fu incrociato con un ibrido, che maturava tardi nel clima italiano, ottenuto tra il grano Rieti resistente alla ruggine, ma piuttosto alto e quindi facilmente allettabile e un grano olandese Wilhelmina Tarwe un grano ad alta resa. 
L'intuizione vincente di Strampelli fu quella di costituire varietà di frumento duro più adatte agli areali dell’Italia meridionale accorciando il ciclo della coltura; ciò per aumentare in primis la probabilità di sfuggire allo stress idrico spesso atteso nella parte finale del ciclo della coltura e per migliorare l'utilizzo dell’acqua usata dalla pianta dopo la fioritura per l’assorbimento e la traspirazione.
Molti agronomi dell’Europa centrale e meridionale e dell’ex Unione Sovietica, all’epoca, studiavano varietà di grano invernale nano ad alto rendimento senza conoscere le potenzialità dell'Akakomugi come donatore di geni così importanti, che invece Nazareno Strampelli aveva utilizzato per primo. 
Studi successivi alla fine degli anni del XX secolo, hanno dimostrato che il gene nanizzante Rht8 e il gene inbibente il fotoperiodo PpD1 si trovano sul braccio corto del cromosoma 2D nel grano; questi due geni hanno un ruolo importante nel determinare l'adattamento geografico delle moderne varietà di grano. 
Infatti, le analisi dei microsatelliti, marcatori molecolari di loci, hanno dimostrato che l'Akakomugi è stato la fonte dei geni Rht8 e PpD1 in molte varietà di grano nano nell’Europa meridionale e centrale e non solo.
I grani Akakomugi e Norin 10 sono stati storicamente i grani donatori dei geni nanizzanti Rht8, Rht1 e Rht2, queste due varietà hanno contribuito alla diffusione del carattere nano nei grani studiati nel CIMMYT messicano e quindi da queste si sono diffuse in molte varietà di grani mondiali ed anche nei grani cinesi moderni.
L'allele nano di Rht8 e il relativo marcatore microsatellitare WMS261-192 bp sono stati introdotti dall'Akakomugi attraverso i programmi di ricerca italiana degli anni ’20 del ricercatore Strampelli, studi che portarono alla nascita del grano Ardito. Solo successivamente l'Akakomugi è stato utilizzato in diversi incroci diffondendosi in tutto il mondo.

### Storia dei geni nanizzanti
È stato possibile ricostruire il percorso dei geni nanizzanti grazie a tecniche di genetica molecolare; ciò ha permesso di rilevare i tre principali percorsi geostorici:
1. La prima volta che il gene Rht8 fu usato fuori dalle contivazioni giapponesi fu l'esperimento di Strampelli con il grano Ardito, insieme all'RHT8 fu trasferito anche il gene Ppd-D1 all'epoca sconosciuto.
2. La seconda volta che il gene Rht8, dell'Akakomugi fu usato fuori dal Giappone accadde quando dall'Italia, partendo dai derivati dell'Akakomugi (Ardito, Villa Gloria e Balilla) questi vennero usati in Argentina prima e durante la guerra mondiale II (1940–45); e quindi dall'Argentina all’Europa e all’ex Unione Sovietica dopo la Seconda Guerra Mondiale.
3. La terza volta che il gene Rht8, fu trasferito fuori dal Giappone insieme ai geni Rht1 e geni Rht2 fu con la varietà Norin 10. Il Norin 10 è stato trasferito dal Giappone agli Stati Uniti dopo la Seconda Guerra Mondiale, e dagli Stati Uniti al CIMMYT in Messico. Dal CIMMYT i geni Rht1 e Rht2 sono stati distribuiti tutti in tutto il mondo, inclusa l’Europa.

È interessante notare che le varietà nane vennero importate inizialmente dalla Corea per arrivare in Giappone dopo la Prima guerra sino-giapponese.

## Caratteristiche

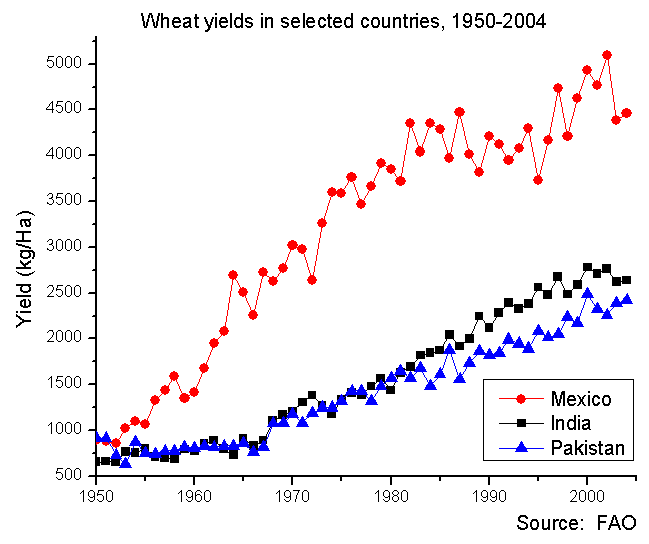
Rese del grano in tre paesi

Questo grano giapponese Akakomugi, è stata la fonte del gene nanizzante Rht8, questo allele (allele Akakomugi) è fortemente associato al marcatore microsatellite WMS261. I grani nani lo sono perché rispondono in modo anomalo all'ormone della crescita delle piante: l'Acido gibberellico.
Mentre il gene che rende il grano insensibile al fotoperiodo è il PpD1, gene questo che anticipa la maturazione del grano.
Derivano, come detto, da questa varietà giapponese molte varietà di grano costituitesi nell’Europa centrale e meridionale nei primi anni del XX secolo.
Integrando i geni Rht8E e il PpD1 nelle varietà di grano derivate dall'Akakomugi, si venute a determinare le migliori opportunità nel ridurre l’altezza delle piante, accelerando i tempi di fioritura, migliorando il riempimento dei chicchi e quindi il peso prima dell’inizio delle condizioni estive di siccità, migliorando così la fertilità delle spighette e conseguentemente aumentando i raccolti.

### Altezza
Il grano giapponese nano Norin 10 codifica il gene Rht-B1b (Rht1 sul cromosoma 4B) e l'Rht-D1b (Rht2 sul cromosoma 4D), al contrario l'Akakomugi codifica il gene Rht8 (sul cromosoma 2D).
L'allele Rht8-B1 è codificato dal gene qPH2B.1, ricercatori cinesi sugeriscono come «l'allele Rht8-B1b non è stato ampiamente utilizzato nella moderna riproduzione del grano».
L'allele Rht8 codifica una proteina contenente un motivo a culla a dito di zinco e un dominio simile a RNase H che regola l'altezza della pianta influenzando la biosintesi Acido gibberellico (GA). Inoltre, l'Rht8 è probabilmente derivato da un progenitore chiamato Egilops tauschii (diploide D), suggerendo che il Rht8 del grano Akakomugi è sorto dopo esaploidizzazione del grano tenero.

### Fotoperiodo
Fattori chiave per la adattabilità globale del grano, adattabilità che consente alle piante di grano di produrre una resa del grano soddisfacente in condizioni di temperatura e umidità del suolo molto diverse sono: 1) vernalizzazione (Vrn), 2) il fotoperiodo (Ppd) e 3) la precocità in sé (Eps). 
Questi sono i tre sistemi genetici che controllano il tempo di fioritura nel grano. 
È noto, infatti, come il grano ha un notevole potenziale genetico per sincronizzare il suo tempo di fioritura con condizioni ambientali favorevoli. 
Questi aspetti fisiologici sono controllati da 3 Quantitative trait locus (QTL).
I geni implicati nei fenomeni di vernalizzazione sono: VRN-A1, VRN-B1, VRN-D1, l'allele detto di primavera è il VRN-D1 mentre gli alleli invernali sono il VRN-A1 e il VRN-B1.
Sono noti diversi geni regolanti il fotoperiodo, tra questi: Ppd-Al, Ppd-Bl e Ppd-Dl. Le varietà portano un allele Ppd-D1 sembra lo abbiano ereditato dalla varietà giapponese "Akakomugi". 
Si ritiene inoltre, che la cultivar di grano giapponese "Akakomugi" lo sia il genitore donatore dell'allele Vrn-D1che è stato successivamente trasferito in altre cultivar.
Un importante gene Eps è strettamente legato al marcatore Xwg 241 sul cromosoma 1AL; altri importanti geni Eps sono sul cromosoma 5.
I geni della precocità di per sé Eps possono accelerare il taso di sviluppo in ogni particolare fase di crescita, questi geni Eps precoci possono indurre una fioritura precoce attivando un fiore primordiale con un minimo crescita vegetativa.

### Annotazioni
1. ↑  Il grano Norin 10 (小麦農林10号?) è una varietà semi-nana di grano tenero (Triticum aestivum L.) con spighe molto grandi, ibridata negli anni '30 da Gonjiro Inazuka presso l'Iwate Agricultural Experiment Station, Giappone. Gli alleli del nanismo del grano «Norin 10» erano presenti nel 1993 in più della metà delle varietà di grano tenero mondiali. Conferendo al grano a statura bassa una buona resistenza all'allettamento, questi hanno consentito un notevole aumento delle rese. È grazie alle varietà semi-nane più produttive derivate da "Norin 10" che l'India, che è stata a lungo in deficit di grano, è diventata un esportatore netto.

### Fonti
1. 1 2   Xiuling Tian, Zhanwang Zhu, Li Xie, Dengan Xu, Jihu Li, Chao Fu, Xinmin Chen, Desen Wang, Xianchun Xia, Zhonghu He e Shuanghe Cao, Preliminary Exploration of the Source, Spread, and Distribution of Rht24 Reducing Height in Bread Wheat, in Crop Science, vol. 59, n. 1, 2019,  pp. 19-24, DOI:10.2135/cropsci2017.12.0711, ISSN 0011-183X (WC · ACNP).
2. ↑   L’importanza del miglioramento genetico in agricoltura (PDF), su cnbbsv.palazzochigi.it. URL consultato l'8 maggio 2024.
3. 1 2 3 4   Linnéa Asplund, Matti W. Leino e Jenny Hagenblad, Allelic Variation at the Rht8 Locus in a 19th Century Wheat Collection, in The Scientific World Journal, vol. 2012, 2012,  pp. 1-6, DOI:10.1100/2012/385610, ISSN 1537-744X (WC · ACNP), PMC 3361164, PMID 22654600.
4. ↑   Agrarian Sciences, Clonato Rht8. Il gene di Nazareno Strampelli contro il cambiamento climatico, su Agricultura.it, 27 gennaio 2022. URL consultato il 9 maggio 2024.
5. ↑   Foreign Agricultural Economic Report, Foreign Agricultural Economic Report, No. 95, The Service, 1961,  p. 12. URL consultato il 18 maggio 2024.
6. 1 2   Katarina Borojevic e Ksenija Borojevic, Historic Role of the Wheat Variety Akakomugi in Southern and Central European Wheat Breeding Programs, in Breeding Science, vol. 55, n. 3, 2005,  pp. 253-256, DOI:10.1270/jsbbs.55.253, ISSN 1344-7610 (WC · ACNP).
7. ↑   Pasquale De Vita, Loredana Matteu, Anna Maria Mastrangelo, Natale Di Fonzo e Luigi Cattivelli, Effects of breeding activity on durum wheat traits breed in Italy during the 20th century, in Italian Journal of Agronomy, vol. 2, 4s, PAGEPress Publications, 21 dicembre 2007,  p. 451, DOI:10.4081/ija.2007.4s.451, ISSN 2039-6805 (WC · ACNP).
8. ↑   E. Pestsova e prima in grani studiati nel CIMMYTM. Röder, Microsatellite analysis of wheat chromosome 2D allows the reconstruction of chromosomal inheritance in pedigrees of breeding programmes, in Theoretical and Applied Genetics, vol. 106, n. 1, 2002,  pp. 84-91, DOI:10.1007/s00122-002-0998-x, ISSN 0040-5752 (WC · ACNP).
9. 1 2   Katarina Borojevic e Ksenija Borojevic, The Transfer and History of “Reduced Height Genes” (Rht) in Wheat from Japan to Europe, in Journal of Heredity, vol. 96, n. 4, 1º giugno 2005,  pp. 455-459, DOI:10.1093/jhered/esi060, ISSN 1465-7333 (WC · ACNP).
10. ↑   J. Peng, D. E. Richards, N. M. Hartley, G. P. Murphy, K. M. Devos, J. E. Flintham, J. Beales, L. J. Fish, A. J. Worland, F. Pelica, D. Sudhakar, P. Christou, J. W. Snape, M. D. Gale e N. P. Harberd, 'Green revolution' genes encode mutant gibberellin response modulators, in Nature, vol. 400, n. 6741, 15 luglio 1999,  pp. 256-261, DOI:10.1038/22307, ISSN 0028-0836 (WC · ACNP), PMID 10421366.
11. ↑   Ajay Kumar, Eder E. Mantovani, Senay Simsek, Shalu Jain, Elias M. Elias e Mohamed Mergoum, Genome wide genetic dissection of wheat quality and yield related traits and their relationship with grain shape and size traits in an elite × non-adapted bread wheat cross, in PLOS ONE, vol. 14, n. 9, 18 settembre 2019,  p. e0221826, DOI:10.1371/journal.pone.0221826, ISSN 1932-6203 (WC · ACNP), PMC 6750600, PMID 31532783.
12. ↑   Chunyun Zhou, Hongchun Xiong, Meiyu Fu, Huijun Guo, Linshu Zhao, Yongdun Xie, Jiayu Gu, Shirong Zhao, Yuping Ding, Yuting Li, Xuejun Li e Luxiang Liu, Genetic mapping and identification of Rht8-B1 that regulates plant height in wheat, in BMC plant biology, vol. 23, n. 1, 22 giugno 2023,  p. 333, DOI:10.1186/s12870-023-04343-3, ISSN 1471-2229 (WC · ACNP), PMC 10286341, PMID 37349717.
13. ↑   Lingling Chai, Mingming Xin, Chaoqun Dong, Zhaoyan Chen, Huijie Zhai, Junhong Zhuang, Xuejiao Cheng, Naijiao Wang, Jia Geng, Xiaobo Wang, Ruolin Bian, Yingyin Yao, Weilong Guo, Zhaorong Hu, Huiru Peng, Guihua Bai, Qixin Sun, Zhenqi Su, Jie Liu e Zhongfu Ni, A natural variation in Ribonuclease H-like gene underlies Rht8 to confer “Green Revolution” trait in wheat, in Molecular Plant, vol. 15, n. 3, 2022,  pp. 377-380, DOI:10.1016/j.molp.2022.01.013.
14. ↑   Hongchun Xiong, Chunyun Zhou, Meiyu Fu, Huijun Guo, Yongdun Xie, Linshu Zhao, Jiayu Gu, Shirong Zhao, Yuping Ding, Yuting Li, Jiazi Zhang, Ke Wang, Xuejun Li e Luxiang Liu, Cloning and functional characterization of Rht8, a “Green Revolution” replacement gene in wheat, in Molecular Plant, vol. 15, n. 3, 2022,  pp. 373-376, DOI:10.1016/j.molp.2022.01.014.
15. 1 2   Atif Kamran, Muhammad Iqbal e Dean Spaner, Flowering time in wheat (Triticum aestivum L.): a key factor for global adaptability, in Euphytica, vol. 197, n. 1, 2014,  pp. 1-26, DOI:10.1007/s10681-014-1075-7, ISSN 0014-2336 (WC · ACNP).
16. ↑   Tibor Kiss, Krisztina Balla, Ottó Veisz, László Láng, Zoltán Bedő, Simon Griffiths, Peter Isaac e Ildikó Karsai, Allele frequencies in the VRN-A1, VRN-B1 and VRN-D1 vernalization response and PPD-B1 and PPD-D1 photoperiod sensitivity genes, and their effects on heading in a diverse set of wheat cultivars (Triticum aestivum L.), in Molecular Breeding: New Strategies in Plant Improvement, vol. 34, n. 2, 2014,  pp. 297-310, DOI:10.1007/s11032-014-0034-2, ISSN 1380-3743 (WC · ACNP), PMC 4092236, PMID 25076837.
17. 1 2 3 4   Masako Seki, Makiko Chono, Tsutomu Nishimura, Mikako Sato, Yasuhiro Yoshimura, Hitoshi Matsunaka, Masaya Fujita, Shunsuke Oda, Katashi Kubo, Chikako Kiribuchi-Otobe, Hisayo Kojima, Hidetaka Nishida e Kenji Kato, Distribution of photoperiod-insensitive allele Ppd-A1a and its effect on heading time in Japanese wheat cultivars, in Breeding Science, vol. 63, n. 3, 2013,  pp. 309-316, DOI:10.1270/jsbbs.63.309, ISSN 1344-7610 (WC · ACNP), PMC 3770558, PMID 24273426.